# Kilsravinerna
Kilsravinerna är ett naturreservat i Kils kommun i Värmlands län.
Området är naturskyddat sedan 2006 och är 44 hektar stort. Reservatet som ligger strax söder om Kils samhälle består av en del av ett ravinsystem i vars botten Hyndalsån rinner och är bevuxet av främst löv- och barrskog. 